# Торо заїрський
То́ро заїрський (Phyllastrephus lorenzi) — вид горобцеподібних птахів родини бюльбюлевих (Pycnonotidae). Мешкає в Демократичній Республіці Конго і Уганді.

## Поширення і екологія
Заїрські торо живуть в рівнинних, гірських і заболочених тропічних лісах.